# Monete euro cipriote
     Zona euro
     UE appartenenti agli AEC II
     UE appartenenti agli AEC II con deroga
     UE non appartenenti agli AEC II
     Non UE che usano bilateralmente l'euro
     Non UE che usano unilateralmente l'euro
Le monete euro cipriote sono in circolazione dal 1º gennaio 2008.

## Storia
Cipro è membro dell'Unione europea dal 1º maggio 2004.
Il 2 maggio 2005, Cipro è entrata nel meccanismo di cambio ERM II, e ha adottato l'euro il 1º gennaio 2008 in sostituzione della valuta locale, la lira cipriota. Questa decisione è stata confermata il 21 giugno 2007 da parte dei capi di Stato e di Governo dell'Unione europea durante il vertice UE di Bruxelles.
Il concorso per i disegni da rappresentare sulla faccia nazionale delle monete euro cipriote, indetto nel 2005, ha definito i motivi che compariranno sulle monete:
- 1, 2 e 5 eurocent: il muflone, per raffigurare la natura;
- 10, 20 e 50 eurocent: la nave di Kyrenia, per raffigurare il mare;
- 1 e 2 euro: l'Idolo di Pomos, per raffigurare la cultura.

Durante il concorso si era stabilito, inoltre, che gli artisti partecipanti dovessero includere il nome di Cipro in lingua greca, turca e inglese (rispettivamente ΚΥΠΡΟΣ, KIBRIS, CYPRUS) nel disegno delle monete.
Il 10 ottobre 2006 i disegni finali delle monete euro cipriote sono state presentate in occasione di una mostra della Banca Centrale di Cipro sulla storia del denaro nell'isola. Stranamente, rispetto a quanto concordato in precedenza, non è stato più inserito il nome di Cipro in inglese.
Gli artisti incaricati dalla Banca Centrale di Cipro per la realizzazione finale dei disegni delle monete euro cipriote sono il disegnatore statunitense Erik Maell e la disegnatrice greca Tatiana Soteropoulos.

## Faccia nazionale
| € 0,01                | € 0,02           | € 0,05                                                                     |
| --------------------- | ---------------- | -------------------------------------------------------------------------- |
|                       |                  |                                                                            |
| Una coppia di mufloni |                  |                                                                            |
| € 0,10                | € 0,20           | € 0,50                                                                     |
|                       |                  |                                                                            |
| La nave di Kyrenia    |                  |                                                                            |
| € 1,00                | € 2,00           | Bordo 2 euro                                                               |
|                       |                  |                                                                            |
| L'Idolo di Pomos      | L'Idolo di Pomos | La sequenza "2 ΕΥΡΩ 2 EURO" ("2 euro" in greco e turco) ripetuta due volte |

## Zecche
Le monete sono coniate dalla:
| Anno | Zecca                              | Segno della zecca |
| ---- | ---------------------------------- | ----------------- |
| 2008 | Suomen Rahapaja (zecca finlandese) | Nessuno           |
| 2009 | Suomen Rahapaja (zecca finlandese) | Nessuno           |
| 2010 | Zecca di Halandri (zecca greca)    | Nessuno           |
| 2011 | Zecca di Halandri (zecca greca)    | Nessuno           |
| 2012 | Zecca di Halandri (zecca greca)    | Nessuno           |
| 2013 | Zecca di Halandri (zecca greca)    | Nessuno           |
| 2015 | Zecca di Halandri (zecca greca)    | Nessuno           |
| 2016 | Zecca di Halandri (zecca greca)    | Nessuno           |
| 2017 | Zecca di Halandri (zecca greca)    | Nessuno           |
| 2018 | Zecca di Halandri (zecca greca)    | Nessuno           |
| 2019 | Zecca di Halandri (zecca greca)    | Nessuno           |

## Quantità monete coniate
|                                                                                     | Divisionali FDC | Divisionali FS | € 0,01     | € 0,02      | € 0,05     | € 0,10     | € 0,20     | € 0,50     | € 1,00     | € 2,00     |
| Circolanti                                                                          | Circolanti      | Circolanti     | Circolanti | Circolanti  | Circolanti | Circolanti | Circolanti |            |            |            |
| ----------------------------------------------------------------------------------- | --------------- | -------------- | ---------- | ----------- | ---------- | ---------- | ---------- | ---------- | ---------- | ---------- |
| 2008                                                                                | 70.000          | 0              | 40.000.000 | 100.000.000 | 60.000.000 | 70.000.000 | 65.000.000 | 30.000.000 | 28.000.000 | 25.000.000 |
| 2009                                                                                | 15.000          | 0              | 20.000.000 | 1.000.000   | 6.000.000  | 1.000.000  | 1.000.000  | 1.000.000  | 4.000.000  | 5.000.000  |
| 2010                                                                                | 0               | 0              | 200.000    | 200.000     | 200.000    | 200.000    | 200.000    | 200.000    | 200.000    | 200.000    |
| 2011                                                                                | 10.000          | 0              | 15.210.000 | 210.000     | 30.210.000 | 210.000    | 210.000    | 210.000    | 210.000    | 210.000    |
| 2012                                                                                | 12.000          | 0              | 210.000    | 210.000     | 1.000.000  | 1.000.000  | 1.000.000  | 1.000.000  | 1.000.000  | 1.000.000  |
| 2013                                                                                | 10.000          | 0              | 100.000    | 100.000     | 100.000    | 100.000    | 100.000    | 100.000    | 100.000    | 100.000    |
| 2014                                                                                | 7.000           | 0              | 100.000    | 100.000     | 100.000    | 100.000    | 100.000    | 100.000    | 100.000    | 100.000    |
| 2015                                                                                | 7.000           | 0              | 7.100.000  | 100.000     | 100.000    | 100.000    | 100.000    | 100.000    | 100.000    | 100.000    |
| 2016                                                                                | 7.000           | 0              | 8.007.000  | 100.000     | 100.000    | 100.000    | 100.000    | 100.000    | 100.000    | 100.000    |
| 2017                                                                                | 5.000           | 0              | 100.000    | 100.000     | 100.000    | 100.000    | 100.000    | 100.000    | 100.000    | 100.000    |
| 2018                                                                                | 5.000           | 0              | 18.100.000 | 100.000     | 14.100.000 | 100.000    | 100.000    | 100.000    | 100.000    | 7.100.000  |
| 2019                                                                                | 5.000           | 0              | 11.100.000 | 9.100.000   | 8.100.000  | 5.600.000  | 6.100.000  | 1.400.000  | 100.000    | 1.400.000  |
| 2020                                                                                | 5.000           | 0              | 8.005.000  | 8.406.000   | 7.505.000  | 1.705.000  | 4.305.000  | 1.505.000  | 105.000    | 3.305.000  |
| 2021                                                                                | 5.000           | 0              | 9.155.000  | 12.605.000  | 7.955.000  | 4.445.000  | 4.805.000  | 1.925.000  | 1.580.000  | 3.005.000  |
| 2022                                                                                | 5.000           | 0              | 9.900.000  | 9.750.000   | 8.850.000  | 4.800.000  | 5.160.000  | 1.920.000  | 1.725.000  | 3.750.000  |
| 2023                                                                                | 5.000           | 0              | 595.000    | 795.000     | 595.000    | 245.000    | 245.000    | 100.000    | 100.000    | 463.000    |
| 2024                                                                                | 5.000           | 0              | 100.000    | 100.000     | 100.000    | 100.000    | 100.000    | 100.000    | 100.000    | 100.000    |
| / = non emessa, ? = finora sconosciuto, * = emessa solo nelle divisionali ufficiali |                 |                |            |             |            |            |            |            |            |            |

## 2 euro commemorativi
| Immagine | Anno | Tema                                                                                 | Tiratura  | Emissione        | Incisore               |
| -------- | ---- | ------------------------------------------------------------------------------------ | --------- | ---------------- | ---------------------- |
|          | 2009 | 10º anniversario dell'UEM (emissione comune)                                         | 1.000.000 | 5 gennaio 2009   | Georgios Stamatopoulos |
|          | 2012 | 10º anniversario della circolazione di banconote e monete in euro (emissione comune) | 1.000.000 | 13 febbraio 2012 | Georgios Stamatopoulos |
|          | 2015 | 30º anniversario della Bandiera europea (emissione comune)                           | 350.000   | 30 novembre 2015 | Helmut Andexlinger     |
|          | 2017 | Pafo, capitale europea della cultura                                                 | 430.000   | 3 novembre 2017  | Georgios Stamatopoulos |
|          | 2020 | 30º anniversario dell'Istituto di Neurologia e Genetica di Cipro                     | 400.000   | 14 dicembre 2020 | Georgios Stamatopoulos |
|          | 2022 | 35º anniversario dell'istituzione del Progetto Erasmus (emissione comune)            | 400.000   | 1º luglio 2022   | Joaquin Jimenez        |
|          | 2023 | 60º anniversario fondazione della Banca Centrale di Cipro                            | 412.000   | 2 ottobre 2023   | Georgios Stamatopoulos |
|          | 2024 | 20º anniversario di Cipro nell'Unione europea                                        | 7.000     | 27 novembre 2024 | Georgios Stamatopoulos |